# بخش ۱۵ منشور حقوق و آزادی‌های کانادا
بخش ۱۵ منشور حقوق و آزادی‌های کانادا شامل برابری اجتماعی تضمین شده‌است. به عنوان بخشی از قانون اساسی کانادا است، این بخش اشکال خاصی از تبعیض اعمال شده توسط دولت‌های کانادا را به استثنای برنامه‌های اصلاحی (مثلاً برابری شغلی) ممنوع می‌کند.
حقوق ذیل بخش ۱۵ شامل برابری نژادی، برابری جنسیتی، ناتوانی ذهنی و ناتوانی جسمی است. در رویه قضایی کانادا، این بخش منبع حقوق ال‌جی‌بی‌تی در کانادا نیز بوده‌است. این حقوق برای «هر فرد» یعنی هر شخص حقیقی تضمین شده‌است. این عبارت «اشخاص حقوقی» مانند شرکت‌ها را مستثنی می‌کند، در تقابل با سایر بخش‌هایی که از کلمه «همه» استفاده می‌کنند، جایی که منظور از «اشخاص حقوقی» گنجانده شده‌است. بند ۱۵ از سال ۱۹۸۵ لازم الاجرا است.

## متن
تحت عنوان «حقوق برابری» در این بخش آمده‌است:
| « | (۱) هر فردی در برابر و تحت قانون برابر است و حق دارد از حمایت یکسان و منافع برابر قانون بدون تبعیض و به ویژه بدون تبعیض بر اساس نژاد، منشأ ملی یا قومی، رنگ، مذهب، جنسیت، سن، ناتوانی ذهنی یا جسمی برخوردار باشد. (۲) بخش فرعی (۱) هیچ قانون، برنامه یا فعالیتی را که هدف آن بهبود شرایط افراد یا گروه‌های محروم از جمله آنهایی که به دلیل نژاد، منشأ ملی یا قومی، رنگ، مذهب، جنسیت، سن، ناتوانی ذهنی یا جسمی محروم هستند، منع نمی‌کند. | » |